# The Elf Albums
Ronnie James Dio: The Elf Albums це компіляція випущена у 1994 році. Диск включав другий і третій альбоми гурту Elf, Carolina County Ball (у США називався LA 59) і Trying to Burn the Sun, які були випущені у повному обсязі на одному CD.  Диск також включав пісню "Happy" з альбому Carolina County Ball, який не був виданий на The Gargantuan compilation.

## Список композицій
1. "Carolina Country Ball" - 4:46
2. "L.A. 59" - 4:21
3. "Ain't It All Amusing" - 5:01
4. "Happy" - 5:28
5. "Annie New Orleans" - 3:01
6. "Rocking Chair Rock 'n' Roll Blues" - 5:36
7. "Rainbow" - 4:00
8. "Do the Same Thing" - 3:10
9. "Blanche" - 2:31
10. "Black Swampy Water" - 3:43
11. "Prentice Wood" - 4:37
12. "When She Smiles" - 4:54
13. "Good Time Music" - 4:30
14. "Liberty Road" - 3:22
15. "Shotgun Boogie" - 3:07
16. "Wonderworld" - 5:03
17. "Streetwalker" - 7:07